# Louis Rostollan
Pour les articles homonymes, voir Rostollan.
Louis Rostollan, né le 1er janvier 1936 à Château-Gombert (Marseille) et mort le 13 novembre 2020 dans le même quartier, est un coureur cycliste français, professionnel de 1958 à 1967.

## Biographie
Bon grimpeur, Louis Rostollan remporte le critérium du Dauphiné libéré en 1958 et deux Tours de Romandie consécutifs, en 1960 et 1961. Surnommé « Pétrolette », il signale la chute de Roger Rivière dans le col de Perjuret, en 1960. Diminué par une fracture à la colonne vertébrale, il se met au service de Jacques Anquetil, et il aide son leader en détresse dans le port d'Envalira, lors du Tour de France 1964. Il exerce le métier de maçon après la fin de sa carrière cycliste.
Son petit-fils Thomas est également cycliste professionnel de 2013 à 2017.

## Palmarès
- 1955
  - Route du Vin :
    - Classement général
    - 2e étape

  - 3e du Tour des Hautes-Alpes
- 1957
  - 4e étape du Critérium du Dauphiné libéré
  - 8e étape secteur b Tour du Sud-Est
  - 2e du Tour du Sud-Est
  - 3e de Nice-Mont Agel
  - 3e de Monaco-Mont Agel
  - 3e du Tour du Gard
  - 6e du Critérium du Dauphiné libéré
- 1958
  - Classement général du Critérium du Dauphiné libéré
  - 9e du Grand Prix des Nations
- 1959
  - 7e du Critérium du Dauphiné libéré
  - 8e du Trophée Stan Ockers
- 1960
  - Boucles roquevairoises
  - Classement général du Tour de Romandie
  - 2e du championnat de France sur route
- 1961
  - Tour de Champagne :
    - Classement général
    - 2ea étape (contre-la-montre par équipes)

  - Tour de Romandie :
    - Classement général
    - 3e étape

  - 2e du Tour des Quatre-Cantons
- 1962
  - Polymultipliée
- 1963
  - 7e du Critérium du Dauphiné libéré
- 1964
  - Circuit d'Auvergne
  - 2e des Boucles de la Seine
  - 3e du Circuit d'Aquitaine
- 1965
  - Boucles de la Seine
  - 1re étape des Boucles pertuisiennes
  - 1reb étape du Tour de France (contre-la-montre par équipes)
  - 2e des Boucles pertuisiennes

## Résultats sur les grands tours

### Tour de France
8 participations
- 1959 : 59e
- 1960 : 15e
- 1961 : 31e
- 1962 : 24e
- 1963 : abandon (15e étape)
- 1964 : 22e
- 1965 : 20e, vainqueur de la 1reb étape (contre-la-montre par équipes)
- 1966 : 47e

### Tour d'Italie
3 participations
- 1960 : 60e
- 1961 : 31e
- 1964 : 29e